# Yves Mairot
Pour les articles homonymes, voir Mairot.
 (juin 2024).
L'article doit être relu — et modifié si nécessaire — par des contributeurs indépendants pour apporter un regard critique aux contributions effectuées en violation des conditions d'utilisation de Wikipédia, tant sur la forme (notamment concernant le style encyclopédique, la proportionnalité) que sur le fond (la neutralité de point de vue, la qualité et l'indépendance des sources).
 (juin 2024).
 (juin 2024).
Si vous disposez d'ouvrages ou d'articles de référence ou si vous connaissez des sites web de qualité traitant du thème abordé ici, merci de compléter l'article en donnant les références utiles à sa vérifiabilité et en les liant à la section « Notes et références ».
Yves Mairot, né le 23 mars 1924 aux Ollières et mort le 3 septembre 2022 à Thorens-Glières, est un résistant, écrivain et artiste peintre français qui a milité pour une culture et une éducation populaire.

## Biographie
Yves Mairot est né le 23 mars 1924 dans le village Les Ollières près d’Annecy. Ses parents Robert et Marcelle, tous deux instituteurs, y occupaient un double poste ; son père faisait aussi fonction de secrétaire de mairie selon la tradition de la 3e République. Ses grands-parents étaient eux-mêmes instituteurs. Du côté maternel, son grand père Arthur Thurin est issu d’une famille de St Ferréol (Haute-Savoie) et sa grand-mère Marie Suize, de la vallée de Thônes, est la nièce de Marie Suize que célèbre Blaise Cendrars dans L’Or. Le grand-père maternel a laissé un souvenir vivace et le groupe scolaire de Thônes porte son nom.
En 1927, les parents d’Yves Mairot sont nommés, sur leur demande, à l’orphelinat départemental de Mélan qui vient d’être créé dans les locaux de l’ancienne Chartreuse à Taninges. Mairot va y passer son enfance, fréquentant l’univers de l’art roman sans le savoir et jouant dans les prés et les bois qui jouxtent le Giffre, et partageant la vie des orphelins. Ses parents sont profondément liés à M. et Mme Bouvet, directeurs de l’établissement, à qui Yves Mairot restera très attaché (Ulysse Bouvet sera un résistant notoire).
En 1930, Robert Mairot meurt des suites d’une maladie contractée durant la guerre de 14-18. Son épouse reste veuve avec 3 enfants : Yves l’aîné (6 ans), Gil (5 ans) et Suzette (2 ans). Cette dernière mourra en 1942, pendant l’occupation, de la typhoïde.
En 1938, quand ses enfants débutent leurs études secondaires, Marcelle obtient un poste à Annecy, à l’école des Fins, où elle enseignera jusqu’à sa retraite.

### La Résistance
Pendant la guerre puis l’occupation, la famille est opposée au régime de Vichy. Marcelle Mairot milite dans la Résistance et Yves et Gil suivent l’exemple maternel : ils transportent – à bicyclette - presse clandestine et armes démontées pour les maquis qui commencent à s’organiser, hébergent des responsables de la Résistance, malgré la présence d'Allemands qui occupent l’école et l’appartement familial. En février 1944 - appelé aux Chantiers de jeunesse et à coup sûr au STO - Yves Mairot rejoint la clandestinité dans les rangs des FTP (Chef de Groupe 3°bataillon). Il prendra part à la Libération d’Annecy le 19 août 1944.

### L'écrivain et l'éducation populaire
Durant l'année qui suit la Libération, Yves Mairot est appelé par Ulysse Bouvet (devenu le 1er Préfet de Haute-Savoie après la Libération) pour travailler avec lui en attendant sa démobilisation. Il est membre de la Commission Jeunesse du Comité de Libération. Il participe à la création de la revue Jeune Savoie, revue qui s'adresse à tous les jeunes de Haute-Savoie, quelle que soit leur orientation de pensée, pour participer activement à la Reconstruction.
Il fait également partie de l’équipe initiale de Peuple et Culture de Haute-Savoie (Commission Arts plastiques), association créée par Joffre Dumazedier. Il se lie d’amitié avec Jean Le Veugle, Julien Helfgott, Paul Thisse… et autres militants de la culture et de l'éducation populaire.
Au début de l’année 1945-46, grâce à l’obtention d’une bourse d’ancien combattant (il a le grade de sergent des Forces Françaises de l'Intérieur), Yves Mairot s’inscrit à La Sorbonne où il entreprend des études de Lettres et de Philosophie. Il suit l’enseignement de Henri Wallon et René Zazzo à l’Institut national de Psychologie et suit les séminaires de la Société de Psychanalyse. Il assiste aussi aux cours à l’École des Arts Décoratifs.
C’est une période d'effervescence intellectuelle et de rencontres. Mairot assiste aux cours de Gaston Bachelard, de Merleau-Ponty, de Souriau (esthétique) ; il fait la connaissance de Meyerson, créateur de la Psychologie historique et maître de Jean-Pierre Vernant et Michel Gauthier-Darley qui seront ses amis. À la Sorbonne, il rencontre Ivan Denys (spécialiste de la Rome ancienne), Kemal Bastuji poète et peintre d’origine turque ami de Nazim Hikmet et du grand plasticien Abidine.
Mairot fréquente les milieux artistiques : ainsi la Galerie Simone Heller rue de Seine ; ses peintres (Julien Dinou, Sasz…) lui offrirent quelques-uns de leurs tableaux. Il a rejoint à Paris Catherine Sauvage qu’il a connue à Annecy ; il la soutient dans ses débuts et se mêle aux comédiens (Daniel Gélin), musiciens (André Popp, mais aussi Boris Vian qu'il connaîtra d'abord en tant que musicien), écrivains (Jean-Pierre Chabrol) et peintres qui font partie de sa « tribu ». Avec ses amis, il est un fidèle des manifestations de la Maison de la Pensée Française et y côtoie Aragon – fugitivement -, Tristan Tzara qui l’accueillera chez lui, et les peintres de l’École de Paris.
À l’été 1949, Yves Mairot est nommé Professeur à l’École Normale d’Albertville ; il enseignera les Lettres, la Philosophie, la Psycho-pédagogie, jusqu’à sa nomination à Annecy, au Lycée Sommeiller d’abord, puis, en 1960, à l’École Normale d’institutrices qui vient d’être construite avenue de la Plaine.
En 1961, Mairot expose ses œuvres à la Galerie Perrière à Annecy. Durant cette époque, avec son ami le peintre Georges Hermann, il parcourt le département de la Haute-Savoie (Annemasse, Thonon, St Jean d’Aulps, La Roche-sur-Foron…) pour donner une série de conférences sur la peinture, la poésie et la musique contemporaines. Il fait partie des ALA (Amis des Lettres et des Arts) à Annemasse, et de la Société des Beaux-Arts de Thonon-les-Bains. Avec Walter, Carra, Ventrone, Ducastel… Il crée le Groupe de Loisin pour infléchir la politique culturelle des ALA  dans le sens de la modernité. Il se lie avec les peintres de l’École Lyonnaise (Mouvant, Benrath, Janoir…)
Il commence une collaboration avec les poètes, et principalement avec Paul Vincensini et Jean-Vincent Verdonnet, plus tard avec Jean-Pierre Geay et Guy Chambelland et Michel Gauthier-Darley. Il s’est lié d'amitié avec Gabriel Monnet depuis 1945, l’assiste dans la création et le développement du Théâtre de Yaniléo à Annecy. Mairot écrira plusieurs « montages poétiques », entre autres, Jacques Prévert qui êtes-vous ?,  qui connaîtra le succès et sera joué à Turin au Centre Culturel Français. Mairot est présent aux Nuits Théâtrales d’Annecy au Château, aux côtés de Gabriel Monnet pour les représentations de Hamlet, Dom Juan, Sainte-Jeanne de Bernard Shaw (avec Catherine Sauvage) et Ubu Roi de 1954 à 56.

### Le peintre
À partir de 1965, la peinture sera son activité essentielle.
L’exposition à La galerie L’œil Écoute, à Lyon, marque le début de son amitié avec Janine Bressy, découvreuse de nombreux talents, ainsi qu'avec les critiques lyonnais Jean-Jacques Lerrant et René Déroudille et les peintres attachés à la galerie. Il reçoit bon accueil à Paris à la galerie Le Soleil dans la Tête, est soutenu par Mme Levêque de Fos. Il noue des relations avec le poète de Dunes ; l'historien d’art Jean Laude lui demande d’illustrer ses œuvres poétiques.
Après une exposition en 1967 à la Maison de la Culture de Thonon avec la participation de poètes comme Jean Laude, Paul Vincensini, Jean-Vincent Verdonnet, Guy Chambelland, Yves Mairot est sélectionné pour l’exposition internationale des Peintres Rhodaniens à Sierre (Suisse). Il rencontre André Masson qui lui apporte encouragements et conseils.
En 1969, à l’occasion de l’exposition Le poème-objet des surréalistes à nos jours, à Mâcon au Musée des Ursulines, le Musée de Céret fait l’acquisition de plusieurs œuvres qui seront exposées au Musée d’Art Moderne l’année suivante.
Dans les années 1970, avec Alain Priem et Daniel Sonzini, Mairot milite au sein de AAC (Annecy Action Culturelle), préfiguration du centre Bonlieu. Il organisera plusieurs expositions, soit à la Galerie Duparc, soit à l’ancien Casino, soit à la MJC de Novel (expo 5 et 5, expo A. Priem, expo Yves Mairot - Robert Piccamiglio…)
Il s’engage aux côtés de Julien Helfgott et d’autres Résistants (André Fumex) pour faire admettre la sculpture de Gilioli sur le Plateau des Glières. En septembre 1973, le monument est inauguré en présence du ministre de la Culture André Malraux. Gabriel Monnet, Julien Helfgott et Yves Mairot ont écrit le texte du spectacle commémoratif, Aujourd’hui une pierre, que Gabriel Monnet a mis en scène assisté d’Y. Mairot.
En 1976, a lieu une première rétrospective de l’œuvre peint de Mairot sous l’égide du Musée d'Annecy  (Jean-Pierre Couren en était le conservateur) et de AAC. Cette manifestation qui retient l’attention de Yan Zoritchak sera un prélude à une amitié durable entre les deux artistes.
En 1978, Mairot expose à Paris, sur la suggestion de Jacques Le Roux – peintre et calligraphe - aux Cimaises Ventadour puis la même année au Centre Pompidou.
Depuis 1976, Mairot, en plus de son travail en Haute Savoie, est chargé de Cours au Département des Sciences et Techniques de la Communication à l’Université Paris III Sorbonne Nouvelle ; il obtient en 1982 sa nomination à Paris, conjointement à L’École Normale d’Auteuil et à l’Université. Son cours s’intitule : Sémiologie de l’image d’art. Une publication du Conseil scientifique de la Sorbonne en porte la trace sous le titre : Contributions à une sémiologie des arts plastiques.
Au Centre Pompidou (1983), avec universitaires, écrivains et peintres, Mairot organise une exposition et un hommage à son ami Jean Laude, mort en 1982. Il crée l’Association des Amis de Jean Laude avec Mady Menier, Alfred Manessier, Pierre Soulages, Zao Wou Ki… et un grand nombre d’écrivains, peintres et admirateurs de l’œuvre de Jean Laude.
En 1987, Mairot expose à la Galerie Henri Bénézit Paysages féminins. Il se lie d'amitié avec Jean-Pierre Bénézit. Une autre exposition se déroulera en 1992, dans cette même galerie, rue de Miromesnil à Paris.
En 1990, Mairot est sollicité  pour exposer à Rome au Centre Culturel Français ; en 1991, il participe à un hommage à Jean Laude au Musée d’Art Moderne de St Étienne, puis à la Chapelle de la Sorbonne à Paris.
En 1995, la ville de Tolède (Espagne) accueille une soixantaine de tableaux d’Yves Mairot à La Posada de la Hermandad. Responsables culturels, poètes, chanteurs et peintres célèbrent cette rencontre avec l’Espagne. Cette exposition sera ensuite présentée à Avila, et à Madrid à la Galeria Detursa.
Au cours de la période 1990-2000, Mairot a exposé ses peintures dans des lieux divers : dans ce qui reste des bâtiments de Mélan, à la suite de l’incendie qui a détruit le corps d’habitation : La Chapelle et le Cloître ; au Prieuré du Bourget du Lac durant l’été 1999 ; au printemps 2000, dans la Chapelle de la Visitation de Thonon-les-Bains ; enfin, au printemps 2001, dans le Château de Ripaille.
En 2002, Claude Baillon, maître verrier, lui demande sa collaboration pour la réalisation des vitraux à la Chapelle de la Chartreuse de Mélan ; Yves Mairot présente un projet avec maquettes au 1/10 au département de la Haute-Savoie, qui est accepté.
En 2001, puis en 2006 et en 2015, Yves Mairot fait une donation au Conseil Départemental de Haute-Savoie ; plus d'une centaine d’œuvres dont dispose l'institution sont régulièrement exposées.
En 2011, la Préfecture de la Région Rhône Alpes (Préfet de Région Jean-François Carenco) accueille, salle Jean Moulin, sa donation d’un polyptyque de 12 toiles, intitulé L’œil écoute.

### Distinctions
- 1965 : Médaille d'Honneur de la Jeunesse et des Sports
- 1973 : Chevalier dans l'ordre des Palmes académiques
- 1986 : Officier dans l'ordre des Palmes académiques
- 1986 : Médaille d'argent de la Ville de Paris

#### Textes d'Yves Mairot
- Préface du catalogue du 6e salon S.H. Moreau, Thorens-Glières, 1965
- Nouvelles à la main, no 2, Bruxelles, 1977
- Alain Priem ou le nouvel espace graphique, préface de l'exposition Graphisme dans la Cité, Annecy, 1977
- Écritures, catalogue du Centre Pablo Neruda, Corbeil-Essonnes, 1984
- Contribution à une sémiologie des Arts Plastiques, Conseil scientifique de la Sorbonne, 1989
- État de peindre, S21 Kurkjan Éditeur, 1989
- Territoires à peindre, Valpress Éditions, Annecy 1997
- Revue Coup de soleil, no 45, Annecy 1999
- Enrico Vegetti : l'homme et le peintre, préface du catalogue de l'exposition Vegetti, Conservatoire d'Art et d'Histoire, Annecy, 2000
- À paraître en septembre 2024 : La saison de l'Aurore éveillée, éditions Jean-Pierre Huguet, recueil de poèmes inédits écrits entre 1945 et 1948.

##### Livres d'Artiste, textes et illustrations: Yves Mairot
- Constat, paru le 21/03/2012 ; 24 exemplaires + 1 Bnf ; Typographie Laurent Né
- Entretemps Aphorismes et Mairographes, paru le 19/01/2013 : 24 exemplaires + 1 Bnf ;Typographie Laurent Né
- L'air du temps, Poèmes et Aquarelles, paru le 23/07/2013 ; 30 exemplaires + 1 Bnf ; 9 poèmes, aquarelles et collages ; Typographie Laurent Né
- Entretemps 2 Aphorismes et Dessins, paru le 17/06/2015 ; 30 exemplaires + 1 Bnf ; Typographie Laurent Né
- Aux quatre vents de ton visage, paru le 27/04/2016 : 13 exemplaires ; poème original et 3 gravures sur cuivre.
- Feu et cendres, série l'Apocalypse Collection Livre pauvre, Daniel Leuwers ; texte et illustration Yves Mairot
- L'infini Turbulent, Collection Livre pauvre, Daniel Leuwers ; texte et illustration Yves Mairot
- On ne sait ni pourquoi, ni comment, Édition Jean-Pierre Huguet, collection Rareté ; texte d'Yves Mairot, enrichi d'une aquarelle originale de l'auteur. Format 5cmx11cm, présenté dans un emboîtage de l'éditeur. 10 exemplaires numérotés.

#### Sur le travail d'Yves Mairot
- La peinture du silence, Robert Piccamiglio, Écritures, Jacques Brémond Éditeur, 1976
- A la croisée des regards, Jean-Pierre Geay, La Balance Éditions, 1987
- Mairot le peintre, Michel Gauthier-Darley (Préface de Gabriel Monnet), Éditions S21 Kurkjan Éditeur, 1989
- Mairot ou la mesure du monde, André Depraz, Éditions Rossaz Mignot, 2001
- Yves Mairot, du visible à l'invisible, Jean-Pierre Geay, Éditions Jean-Pierre Huguet, 2006
- Perspectives, Alain Livache, ODAC Conseil général de Haute-Savoie, 2010

#### Illustration d'ouvrages
- D'herbe noire, Paul Vencensini, Guy Chambelland Éditeur, 1965
- Sur le chemin du retour, Jean Laude, Éditions Club du poème, 1967
- Lanterne sourde, Jean-Vincent Verdonnet, Éditions Formes et Langages, 1971
- Courtoisie de la fatigue, Guy Chambelland, Éditions Saint-Germain-des-Prés, 1971
- Fontaine vagabonde, S'émerveiller encore, La main demeure au gré des sources, Jean-Pierre Geay, 1999
- Roi sans arpent, Michel Dunand, 1999
- Ici et n'importe où, Jean-Pierre Geay, Atelier du Mot, Eygalières, 2002
- Ailleurs, toujours est au soleil, Michel Dunand, L'Harmattan, 2003
- Entre nous l'amour, Jacques Gaucheron, 2007, La malle d'Aurore, Tarbes

### Expositions
Parmi les très nombreuses expositions (au moins une par an entre 1961 et 2021)
- 1961 : Galerie Perrière, Annecy
- 1964: Foyer des Jeunes et d’Éducation populaire, Annemasse
- Galerie L'œil écoute, Lyon en 1965, 1972, 1974, 1976
- 1966 : Galerie Le soleil dans la tête, Paris
- Peuple et Culture, Annecy en 1966, 1970
- Peuple et Culture, Paris en 1986 : Hommage à Yves Mairot
- 1966 : Galerie Parti pris (Christian Galli), Grenoble
- 1967 : Galerie Arts et Culture, Genève
- 10 ans de peinture, en 1978 à la MJC Novel, Annecy ; en 1976 au Musée du Château Annecy ; en 1977 à la MJC de Cluses
- 1968 : Galerie ACB, Genève
- 1970 : Foyer International, Paris
- 1976 : Variations sur un paysage alpestre, Maison de la Savoie, Paris
- Galerie Cimaises Ventadour, Paris, en 1978, 1982, 1993, 1996
- 1987 : Galerie Henri Bénézit, Paris
- 1990 : Paysages intérieurs, Centre Culturel Français, Rome (Italie)
- 1992 : Paysages féminins, Galerie Henri Bénézit, Paris
- 1995 : Posada de la Hermandad, Tolède (Espagne) ; Sala de la Arte, Avila (Espagne) ; Galerie Detursa Madrid (Espagne)
- 1996 : Espace culturel André Malraux, Tarare
- 1997 : Centre culturel de Passy, Le Plateau d'Assy
- 1998: Racines, Galerie d'Arts Shakan, Lausanne
- 1999 : Le Prieuré, Le Bourget-du-Lac
- 2000 : Chapelle de la Visitation, Thonon-les-Bains
- 2001 : 30 années de peinture, Château de Ripaille, Thonon-les-Bains ; Rétrospective, Conservatoire d'Arts et d'Histoire, Annecy
- 2002 : Exposition à la Chartreuse de Mélan et inauguration des vitraux de la Chartreuse de Mélan, Taninges
- 2003 : Galerie NovArte, Avignon
- 2004 : Galerie Chantal Mélanson, Annecy ; Circulo de Arte Tolède, Espagne
- 2005 : Château des Ducs de Savoie, Chambéry
- 2006 : Espace temps du Paysage, Forum expo Centre Bonlieu, Annecy
- 2010 : Miroirs du temps, Circulo de arte Tolède (Espagne) ; Images de passages, Hôtel de ville de Seynod
- 2011 : Eaux innombrables, Salle Volane Vals les Bains
- 2013 : Interférences, un peintre, un photographe, avec Jean-Claude Allard Galerie Chappaz, Trévignin ;
- Perspectives, Centre André Malraux et Médiathèque, Tarare
- 2014 : Hommage au peintre Gréco, Circulo de arte, Tolède (Espagne)
- 2015 : Partitions croisées, peinture, musique, poésie, avec le poète et musicologue Philippe Rosset Jardins d'hiver, Mairie de Seynod
- 2016 : Faits et gestes de la Résistance, Morette (Thônes)
- 2017 : Partitions croisées, peinture, musique, poésie, avec le poète et musicologue Philippe Rosset, Canopé Grenoble
- 2018 : Mairot, entre les lignes, Forum Expo Centre Bonlieu Annecy
- 2019 : Théâtre du Vivant, Phil'Arts Fillière ; Racines, Arcades, Taninges

### Filmographie
- 1973 : L’œuvre peinte d’Yves Mairot de Jean-Claude Demey
- 1978 : L’espace à portée de main de Gérald Allain
- 2002 : Collection Artistes de Haute-Savoie de R. Martino
- 2018 : Traces et espace de Ingrid Zeller Alpcat

### Musées et collections publiques
Des œuvres d'Yves Mairot sont visibles dans les musées suivants : 
- Fondation MAEGHT, Saint-Paul-de-Vence
- Musée d'Art moderne, Céret
- Maison de la Culture, Le Havre
- Collection d'Art moderne, Tolède (Espagne)
- Collection d'Art moderne, Avila (Espagne)
- Collection départementale, Haute-Savoie
- Artothèque, Annecy
- Collections des villes de Tarare, de Thonon-les-Bains, de Chambéry, d'Annecy, de Vals-les-Bains
- Préfecture régionale Rhône-Alpes
- Chartreuse de Mélan, vitraux et stèles peintes, Taninges
- Ainsi que dans des collections particulières en France, en Suisse, en Italie, en Espagne, au Canada, aux États-Unis...